# Lac Atikw Onikami
Lac Atikw Onikami är en sjö i Kanada.   Den ligger i regionen Laurentides och provinsen Québec, i den sydöstra delen av landet, 230 km norr om huvudstaden Ottawa. Lac Atikw Onikami ligger 527 meter över havet.
I omgivningarna runt Lac Atikw Onikami växer i huvudsak blandskog. Trakten runt Lac Atikw Onikami är nära nog obefolkad, med mindre än två invånare per kvadratkilometer.